# ستيف فيليبس
ستيف فيليبس (بالإنجليزية: Steve Phillips) (6 مايو 1978 بباث في المملكة المتحدة - ) هو لاعب كرة قدم بريطاني في مركز حراسة المرمى. لعب مع شروزبري تاون ونادي بريستول روفيرز ونادي بريستول سيتي ونادي كرو ألكساندرا وNantwich Town F.C. ‏ ونادي ووستر سيتي ونادي باث سيتي ونادي غلوستر سيتي وEvesham United F.C. ‏.

## وصلات خارجية
- ستيف فيليبس على موقع قاعدة بيانات كرة القدم.إي يو (الإنجليزية)
- ستيف فيليبس على موقع Soccerbase.com (لاعب) (الإنجليزية)
- ستيف فيليبس على موقع Soccerway.com (الإنجليزية)